# کاج‌های مورب
کاج‌های مورب اولین مجموعه‌داستان علی چنگیزی است. این مجموعه‌داستان پس از رمان‌های پرسه زیر درختان تاغ و پنجاه درجه بالای صفر که از دیگر آثار علی چنگیزی هستند از سوی نشر چشمه در سال ۱۳۹۰ منتشر شد.
کاج‌های مورب برگزیده بهترین مجموعه داستان سال در نظرسنجی مجله تجربه شد. پس از آن برگزیده بهترین مجموعه داستان اول در سیزدهمین دوره جایزه ادبی گلشیری شد.